# Elektronka

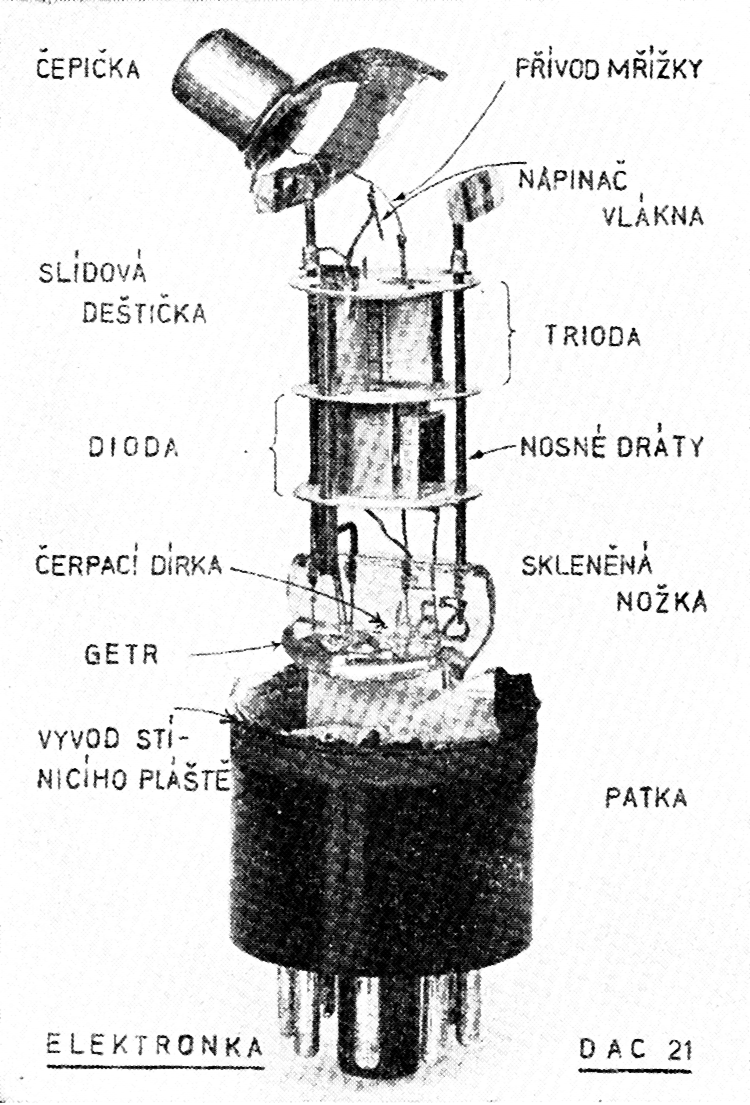
Vnitřek elektronky DAC21 (diody-triody) s označením hlavních součástí

Konstrukce triody
- katoda (fillament – žhavení, cathode)
- mřížka (grid)
- anoda (plate, anode)
- baňka (envelope)

Elektronka je elektrotechnická součástka využívající pro svoji činnost vedení elektrického proudu ve vakuu.

## Konstrukce elektronek
Elektronka se skládá z hermeticky uzavřené trubice, ze které je odsán vzduch, a několika (alespoň dvou) elektrod, které umožňují do vnitřního prostoru zavést elektrický proud. Trubice se nejčastěji zhotovuje ze skla pro elektronky malých výkonů, velmi výkonné elektronky pro lepší chlazení a též elektronky pro vojenské použití kvůli mechanické odolnosti pak používají keramiku nebo i kovy. Pro ochránění vnitřku elektronky před nežádoucími vlivy býval u prvních elektronek povrch skleněné baňky pokryt vrstvičkou kovu.
Elektronky obsahují tři druhy elektrod:
- katoda – elektroda připojena na záporný pól zdroje a žhavena, značena K
- mřížka – umístěna mezi anodou a katodou, slouží pro řízení proudu elektronkou (u diody chybí, u triody je jedna a u dalších elektronek jich přibývá, označují se pak jako první, druhá,..., a nebo mají zvláštní názvy podle druhu elektronky), značena G (z anglického grid)
- anoda – připojena na kladný pól zdroje, značena A

Křehká skleněná baňka bývá u starších elektronek přitmelena k patici, vylisované z bakelitové hmoty, která nese vývody v podobě kovových nožiček nebo kolíčků. Novější elektronky plastovou patici nemají, kovové nožičky jsou přímo zataveny ve skleněné baňce.
Vývod řídící mřížky je co nejvíce vzdálen od ostatních elektrod, tedy často bývá umístěn na vrcholu baňky v kovovém válečku (čepičce).
Pro správnou funkci elektronky je nezbytně nutné zachovat po celou dobu její životnosti vysoké vakuum uvnitř baňky. K tomu slouží getr, což je látka, používaná pro likvidaci zbytkových plynů a hlavně vlhkosti. Protože getry jsou téměř vždy kovy, musí být usazeny tak, aby neovlivnily jakkoli činnost elektronky. Nejčastěji na stěnách – dříve bylo používané jen baryum, odpařené vysokofrekvenčním proudem z držáku (-ů). U elektronek s vysokými výkony se osvědčily getry zirkoniové nevypařované, usazené například na anodách nebo držácích elektrod. Zirkonium se užívá často ve směsích s jinými kovy, které výběrově pohlcují i jiné plyny než kyslík (například vodík, vodní páry atd.)

## Historie elektronek
Konstrukce elektronky se vyvinula ze žárovky na základě objevu T. A. Edisona z roku 1883. Ten do baňky žárovky umístil kromě rozžhaveného vlákna také drát vyvedený ven z baňky, který měl podle jeho představ zabránit černání baňky. To se sice nestalo, ale místo toho Edison zjistil, že mezi rozžhaveným vláknem a studeným drátem může téci proud. (Ovšem pouze tehdy, je-li drát připojen na kladnější napětí, než je na vlákně). První typy elektronek využívaly jako katodu pouze rozžhavené vlákno bez emisních hmot připomínající vlákno žárovky, teprve později se přešlo na nepřímo žhavené katody s emisní vrstvou, která umožňuje snížit pracovní teplotu katody. Ta se příznivě odráží jak na nižším příkonu žhavení elektronky, tak na její delší životnosti.
Primitivní Edisonovu diodu zdokonalil roku 1907 Lee de Forest tak, že přidal řídící mřížku mezi katodu a anodu. Vytvořil tak první zesilovací elektronku (triodu). U Edisonovy diody závisela velikost proudu mezi katodou a anodou jen na teplotě a vlastnostech žhavicího vlákna a na velikosti anodového napětí, tj. pokud se tyto hodnoty neměnily, anodový proud byl stále stejný. Přidaná elektroda ve tvaru drátěné síťky nebo mřížky má zásadní vliv na velikost anodového proudu a to i při jen malých změnách svého napětí.

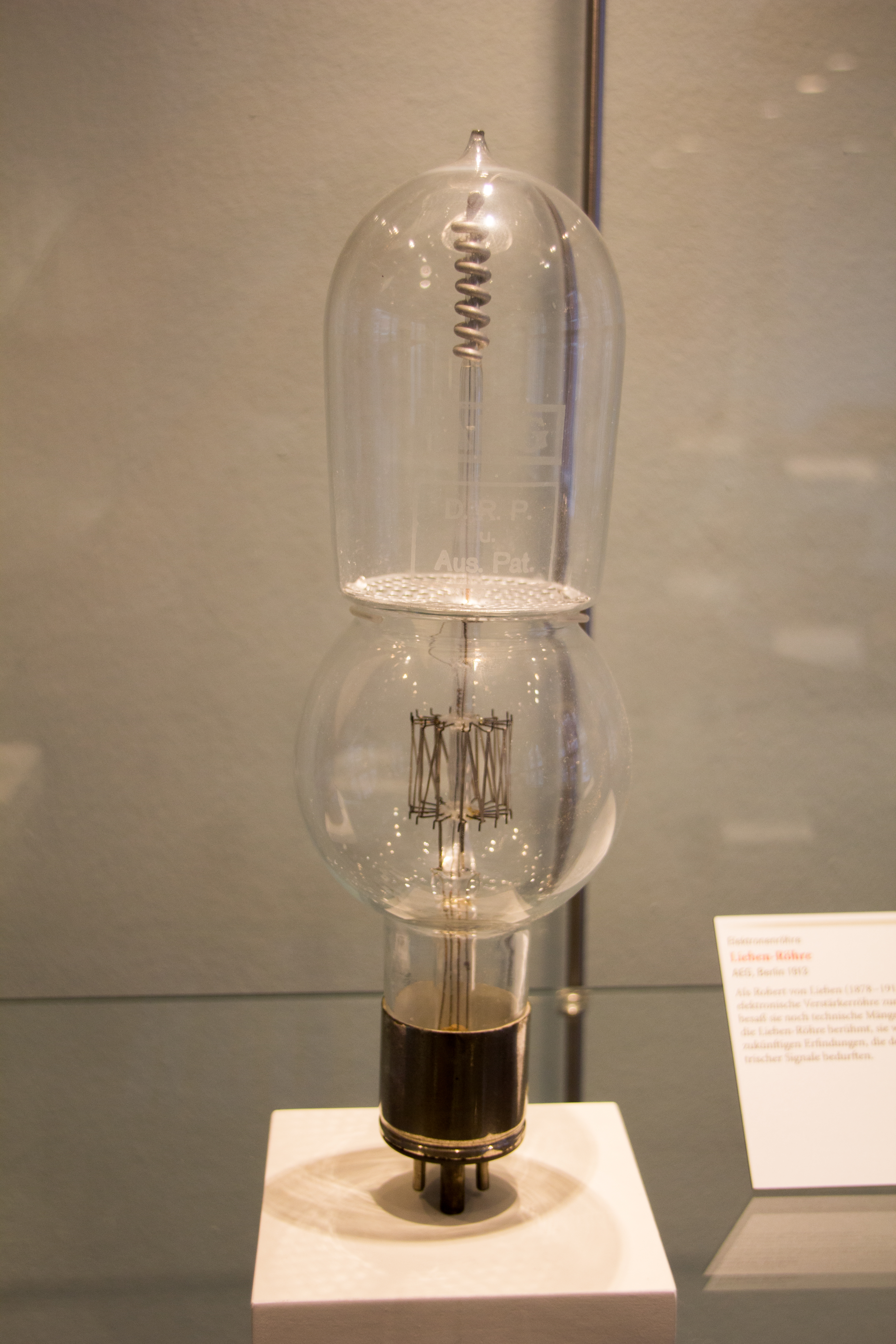
1910: Lieben-Reisz-Strauss, praktická konstrukce triody coby zesilovače

Rakouský vynálezce Robert von Lieben se svými spolupracovníky (Eugen Reisz a Siegmund Strauss) dovedli triodu až k praktickému provedení elektronky pro zesilovací účely v telefonní technice v roce 1910.

## Princip činnosti

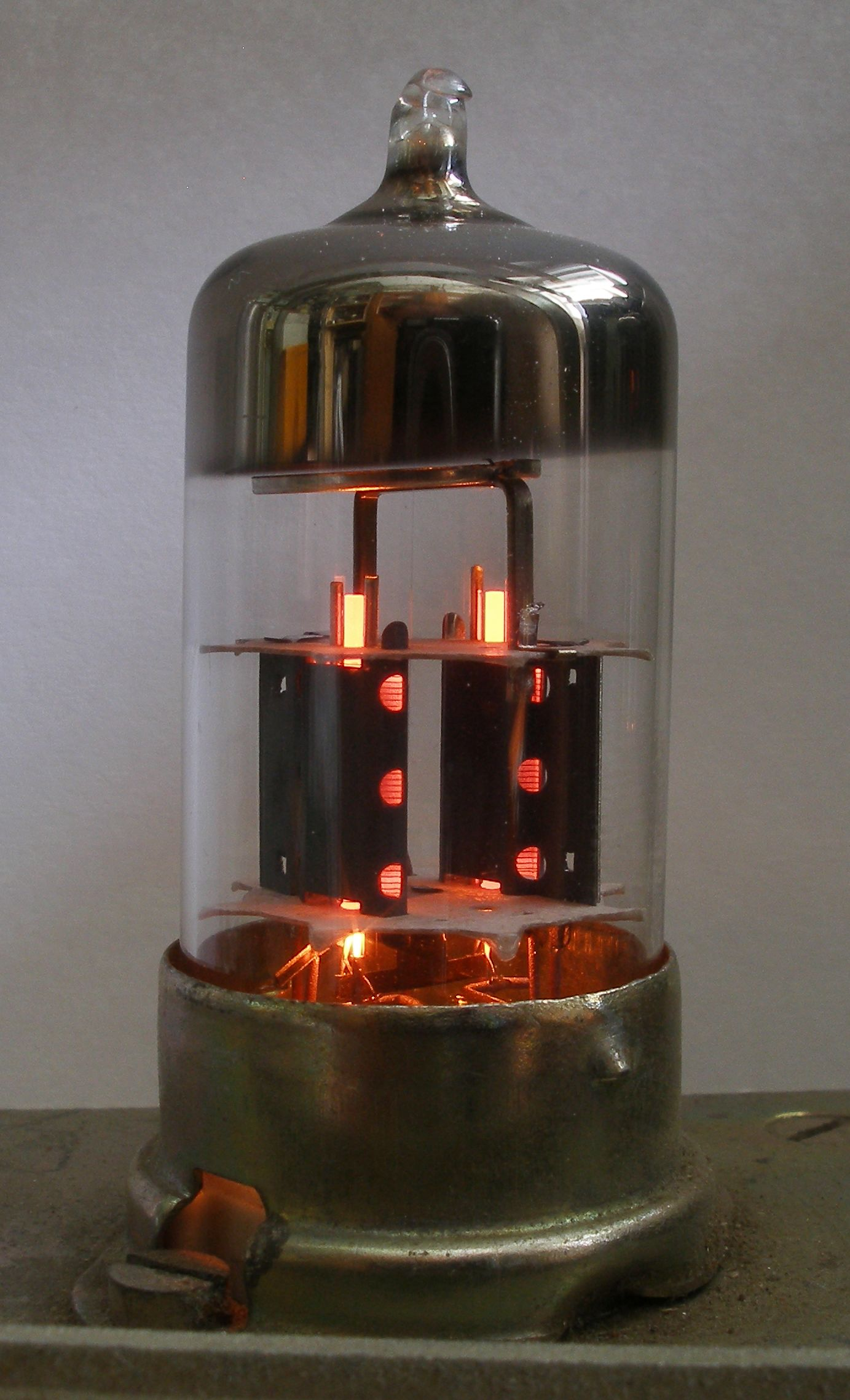
Dvojitá trioda ECC 83 v provozu

Nejjednodušším druhem elektronky je dioda s přímým žhavením. Lze ji popsat jako žárovku s přidanou další elektrodou – anodou. Jedním zdrojem proudu je rozžhaveno vlákno (katoda). Druhý zdroj je připojen mezi anodu a katodu tak, aby anoda měla kladné napětí. Elektrony, které jsou teplem uvolněny (termoemise) z katody do okolního prostoru, budou přitaženy na anodu. Elektronkou protéká proud. Protože domluvený směr proudu v elektrických obvodech je od kladného k zápornému pólu, říkáme, že proud teče z anody ke katodě, i když elektrony putují směrem opačným. Po přepólování zdroje napětí mezi katodou a anodou jsou uvolněné elektrony odpuzovány a proud mezi anodou a katodou neteče. Dioda tak slouží jako usměrňovač.
Zesilovacího efektu je dosaženo další elektrodou – mřížkou. Obvykle je to spirála z tenkého drátu, umístěná mezi katodu a anodu. Napětím na mřížce lze řídit tok elektronů mezi katodou a anodou. Malými změnami napětí se dosáhne velkých změn proudu a elektronka funguje jako zesilovač. Elektronka s jednou mřížkou se nazývá trioda (podle trojice elektrod). Zesílení vidíme v tom, že malé napětí na mřížce je proporcionální velkému anodovému proudu.
Napětí může být vůči katodě kladné i záporné pro ovlivnění anodového proudu, v případě záporného napětí dochází k odpuzování elektronů proudících z katody, v případě kladného napětí na mřížce (využívá se např. u pentody) dochází k odebírání části emitovaných elektronů (zesilovací účinek je ale menší a řídící výkon není nulový). Hlavní význam kladného řídícího napětí tkví ve zlepšení vlastností elektronky tím, že vytváří příznivější rozdělení elektrostatického pole v elektrodovém systému a chrání řídící oblast před rušivým účinkem anody.
Je vhodné poznamenat, že změny anodového proudu jsou v normálních podmínkách okamžité (rychlost elektronů a z ní plynoucí zpoždění má svůj význam při kmitočtech nad 500 MHz). Navíc proud tekoucí mřížkou je nulový (při zanedbání vlivu izolačního odporu – svodu a kapacity mezi mřížkou a katodou), na ovlivnění anodového proudu postačí samotné napětí na mřížce, tedy při zesilování signálu ze zdroje neodebíráme téměř žádnou energii.

## Druhy elektronek

### Podle počtu elektrod
- dioda – má jen anodu A a katodu K, používala se jako usměrňovač. Elektrony mohou opouštět pouze rozžhavený povrch katody, proud tedy může téct jen z A na K.
- trioda – nejjednodušší zesilovací elektronka má A, K a řídicí mřížku G. Tou buďto elektrony prolétávají nebo je při připojení záporného napětí odpuzuje a protékající proud se snižuje. Změnami napětí mřížky lze tak ovlivňovat proud mezi A a K. Za vhodných podmínek dosahuje zesílení 5 až 20krát.
- tetroda – také stíněná trioda, k dosažení lepších parametrů má mezi G a A mřížku G2 (stínící), která má klidové kladné napětí někdy o trochu nižší než A. To potlačuje škodlivou kapacitní vazbu mezi G a A, ovšem výstupní signál je zkreslený sekundární emisí – elektrony dopadají na anodu s příliš velkou energií a vyrážejí z ní jiné. Tetroda kvůli tomu vykazuje tzv. dynatronový jev, to je záporný diferenciální odpor v určité části charakteristiky (při zvyšování napětí klesá proud). Tento nedostatek odstraňuje svazková tetroda. Tetrody se používají také ve vysílačích, kde tvoří kompromis mezi nízkým zesílením triody a nízkou mezní frekvencí pentody. Radioamatéři je hojně využívají doteď. Za vhodných podmínek dosahuje zesílení až 100krát.
- dvoumřížková elektronka – konstrukcí podobná tetrodě s tím rozdílem, že mřížka byla přidána mezi G a K. K funkci jí pak stačí anodové napětí jen několik voltů (zpravidla méně než 20).
- pentoda – zdokonalená stíněná elektronka, oproti tetrodě má mezi G2 a A ještě třetí mřížku G3 (brzdicí, hradicí) nabitou zhruba na napětí katody, která zpomaluje elektrony urychlené G2 a odstiňuje vliv G2 na odražené elektrony a tím potlačuje tzv. dynatronový jev. Nevýhodou pentody je poměrně nízký mezní kmitočet (max desítky MHz), daný dlouhou dobou průletu elektronů. Pentody mají oproti triodám větší vnitřní odpor a poněkud větší zkreslení. Využití měla jako vysokofrekvenční jen pro zesilování napětí, nebo jako koncová pro zesilování výkonu. Lze je považovat za zdokonalenou triodu. Za vhodných podmínek dosahuje zesílení až 300krát.
- svazková tetroda – ve svazkové tetrodě je vliv sekundární emise elektronů potlačen zformováním toku elektronů do svazků. Svazková tetroda má vinutí G2 a G1 v přesném zákrytu, G3 je tvořena plechovým rámečkem, který formuje tok elektronů. Svazkové tetrody mají oproti pentodám zpravidla větší účinnost a menší zkreslení. Svazková tetroda patří k často používaným elektronkám v koncových stupních výkonových zesilovačů (např. oblíbená svazková tetroda 6L6 se vyrábí od roku 1936). Svazkové tetrody jsou někdy označovány jako pentody (např. EL36, EL81, PL500, PL509).
- hexoda – má dvě řídicí mřížky G a F, jejichž účinek se kombinuje, používají se ke směšování signálu
- heptoda – podobné použití jako hexoda (směšovací elektronka). Využívá se pro výrobu pomocného signálu u superhetu a pro jeho smíšení s přijímaným.
- oktoda – vylepšená heptoda, má navíc brzdící mřížku. První dvě mřížky G1 a G2 pracují jako samostatná trioda a vyrábějí pomocný signál
- nonoda – celkem devět elektrod, detektor FM a amplitudový omezovač, používala se jen zcela výjimečně
- magické oko – elektronový indikátor, určený pro optickou indikaci přesného ladění přijímačů či modulační úrovně magnetofonů

Dále se používají elektronky kombinované, sdružující v jedné baňce dva či více elektrodových systémů (které mohou, ale nutně nemusí využívat společnou katodu); typické kombinace jsou např. ECC83 (dvojitá trioda), ECH81 (oscilátorová trioda a směšovač v jedné baňce).

### Podle účelu
- Usměrňovací (dioda)
- Zesilovací (trioda, tetroda, svazková tetroda, pentoda)
- Směšovací (hexoda, heptoda)
- Indikační a zobrazovací:
  - Magické oko – elektronka vybavená luminiscenční vrstvou, užívaná ke zobrazování intenzity signálu
  - Fluorescenční zobrazovač (Vakuový fluorescenční displej – VFD neboli Itron)
  - Obrazovka
- Mikrovlnné: 
  - Magnetron, sloužící jako generátor mikrovlnného záření
  - Klystron, který funguje jako mikrovlnný zesilovač nebo oscilátor
  - Permaktron, což je elektronka s postupující vlnou – Traveling-wave tube (TWT). Používá se jako nízkošumový širokopásmový zesilovač slabých emg signálů nebo jako laditelný VF generátor (BWO – Back Wave Oscillator, oscilátor se zpětnou vlnou).
- Plynem plněné elektronky, používané jako stabilizátory (doutnavka), výkonové usměrňovače, mikrovlnné spínače pro radarovou techniku (iontovka, nuloda). Patří sem i zobrazovací prvek zvaný digitron, který též funguje na principu doutnavého výboje.

### Podle druhu žhavení
- přímo žhavené – žhavicí vlákno je zároveň katodou
- nepřímo žhavené – katoda není vodivě spojena se žhavicím vláknem

Elektronky jsou žhaveny elektrickým proudem a mohou být přímo nebo nepřímo žhaveny. Přímo žhavené katody se vyznačují tím, že emitujícím kovem přímo protéká žhavicí proud. Rozdělujeme je do skupin:
- vlákna z čistých kovů (např. wolfram – vysokou teplotou se katoda rychle rozprašuje, vlákno se v nejvíce porušeném místě snadno přepálí nebo zlomí.)
- povlaková, pokrytá kysličníky (pro malé výkony, umožňují snížení teploty vlákna při dobré emisi elektronů)
- kovová vlákna s povlakem silně emitujících kovů (Nanášení emisní vrstvy na vlákna se provádí protahováním vlákna vhodnými roztoky nebo usazováním baryových par. Povlaková vlákna umožňují při stejné emisi elektronů snížení teploty s následným prodloužením životnosti elektronky a úsporami energie v důsledku menšího žhavicího proudu.)

## Využití

Schéma pentody s nepřímým žhavením
f – žhavení
k – katoda
g1,g2,g3 – mřížky
a – anoda

Elektronky byly součástí prakticky veškeré elektroniky první poloviny dvacátého století.
Elektronkami byly osazeny i první počítače (například ENIAC). V druhé polovině dvacátého století začaly být vytlačovány tranzistory. Až do konce 20. století se udržely v koncových stupních vysoce výkonných vysílačů, v televizorech a počítačových monitorech. Obrazovka je totiž také zvláštním druhem elektronky.
Dnes se elektronky využívají už jen jako součást některých exkluzivních výrobků spotřební elektroniky (high-end zesilovače), ve studiové technice nebo v některých zesilovačích pro hudební nástroje, především pro kytary. Magnetron je základní součástí mikrovlnné trouby. Speciální elektronky se používají v případech, kdy je nutnost velkého špičkového výkonu (především u vysílačů nebo v případě spínání velkých pulzních proudu v megawattových laserech). Rentgenky se používají v lékařství pro diagnostické i terapeutické účely, k nedestruktivnímu zkoušení materiálů, v rentgenové litografii, při krystalové strukturní analýze a při rentgenové fluorescenční analýze.

## Zajímavosti
- Počátkem 20. století se také elektronkám říkalo lampy (a dodnes se jim tak říká v muzikantském slangu – stále se používají v mnoha zesilovačích pro elektrické kytary).
- Ve dvacátých a třicátých letech 20. století byly v některých státech radiové přijímače zdaněny podle počtu použitých elektronek. To vedlo k vývoji kombinovaných elektronek (v jedné baňce byly dvě nebo více kompletních soustav anod, katod a mřížek).
- Elektronky byly (v 1. polovině 20. století) relativně drahé, poruchové a měly velkou klidovou spotřebu. Proto byla snaha osazovat jimi přístroje v nejmenší možné míře. Například v československém magnetofonu Sonet duo ze šedesátých let byla elektronka koncového zesilovače zvuku využita při nahrávání jako součást generátoru mazacího kmitočtu. To sice ušetřilo jednu elektronku, ale znemožňovalo při nahrávání hlasitý příposlech. V šedesátých letech 20. století už byly elektronky relativně levné (cca okolo 15 Kčs – to byla přibližně mzda za 2 hodiny práce).
- elektronky mají mnoho výhod, jsou výkonnější, proto se používají i nadále ve vysílačích.